# 다니엘 사나브리아
다니엘 사나브리아 (1977년 2월 8일 ~ )는 파라과이의 전 축구 선수이다.

## 통계
| 파라과이 | 파라과이 | 파라과이 |
| 연도     | 출전     | 골       |
| -------- | -------- | -------- |
| 2001     | 6        | 0        |
| 2002     | 0        | 0        |
| 2003     | 1        | 0        |
| 합계     | 7        | 0        |